# Gargara
Gargara är ett släkte av insekter. Gargara ingår i familjen hornstritar.

## Bildgalleri

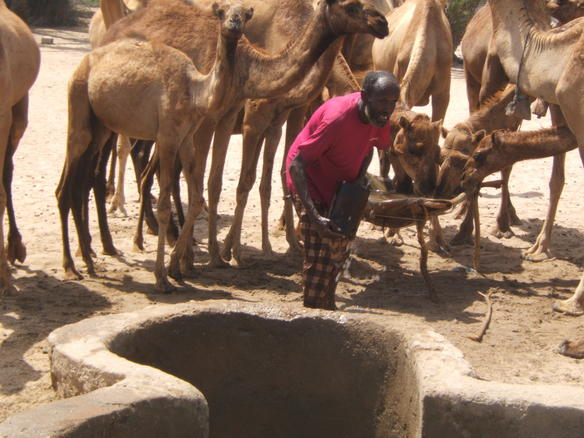

## Dottertaxa tillGargara, i alfabetisk ordning[1]
- Gargara aceripennis
- Gargara addahensis
- Gargara aenea
- Gargara affinis
- Gargara akonis
- Gargara albitarsis
- Gargara alboapicata
- Gargara albolinea
- Gargara albopleura
- Gargara aliquantula
- Gargara anomala
- Gargara apicata
- Gargara arisana
- Gargara asperulus
- Gargara aterrima
- Gargara attenuata
- Gargara aurea
- Gargara australiensis
- Gargara barkamensis
- Gargara basiplagiata
- Gargara bicolor
- Gargara botanshana
- Gargara botelensis
- Gargara brevis
- Gargara brunnea
- Gargara brunneidorsata
- Gargara brunneosula
- Gargara buruensis
- Gargara caelata
- Gargara carinata
- Gargara castanea
- Gargara chichonettae
- Gargara citrea
- Gargara confusa
- Gargara consocius
- Gargara contraria
- Gargara davidi
- Gargara delimitata
- Gargara desmodiuma
- Gargara discoidalis
- Gargara discrepans
- Gargara doenitzi
- Gargara dorsata
- Gargara elegans
- Gargara elongata
- Gargara escalerai
- Gargara extrema
- Gargara fasceifrontis
- Gargara flavipes
- Gargara flavocarinata
- Gargara flavolineata
- Gargara floresiana
- Gargara fragila
- Gargara fraterna
- Gargara fumipennis
- Gargara genistae
- Gargara gibbosa
- Gargara gracila
- Gargara granulata
- Gargara gressitti
- Gargara grisea
- Gargara hachijoinsulana
- Gargara hainanensis
- Gargara hoffmanni
- Gargara horishanus
- Gargara hyalifascia
- Gargara hyalina
- Gargara inconspicua
- Gargara indica
- Gargara iranica
- Gargara irrorata
- Gargara kandala
- Gargara katoi
- Gargara kawakamii
- Gargara lata
- Gargara laticapitata
- Gargara ligustri
- Gargara lodhranensis
- Gargara longispina
- Gargara luconica
- Gargara lullae
- Gargara luteinervis
- Gargara luteipennis
- Gargara maculata
- Gargara maculipennis
- Gargara madrasensis
- Gargara majuscula
- Gargara makalakae
- Gargara malabarica
- Gargara malayus
- Gargara marginata
- Gargara minor
- Gargara minusculus
- Gargara minuta
- Gargara mixtus
- Gargara myittae
- Gargara naranensis
- Gargara neonigroapica
- Gargara neonigrocarinata
- Gargara nervosa
- Gargara nigra
- Gargara nigriceps
- Gargara nigricornis
- Gargara nigroapica
- Gargara nigrocarinata
- Gargara nigrofasciata
- Gargara nigrolimbata
- Gargara nigromaculata
- Gargara nigronervosa
- Gargara nigrostigmata
- Gargara nitidipennis
- Gargara nodinervis
- Gargara nodipennis
- Gargara nodulata
- Gargara nokozana
- Gargara nyanzai
- Gargara opaca
- Gargara orientalis
- Gargara ornata
- Gargara pakistanica
- Gargara pallida
- Gargara parvula
- Gargara patruelis
- Gargara pellucida
- Gargara penangi
- Gargara perpolita
- Gargara picea
- Gargara pilinervosa
- Gargara pilosa
- Gargara pinguis
- Gargara projecta
- Gargara projectiformis
- Gargara proxima
- Gargara pseudocontraria
- Gargara pseudocornis
- Gargara pulchella
- Gargara pulchripennis
- Gargara pulniensis
- Gargara rhodendrona
- Gargara rivulata
- Gargara robusta
- Gargara rubens
- Gargara rubrogranulata
- Gargara rufula
- Gargara rugonervosa
- Gargara rustica
- Gargara selangori
- Gargara semibrunnea
- Gargara semifascia
- Gargara semivitreus
- Gargara sericea
- Gargara setosa
- Gargara sikhimensis
- Gargara sindellus
- Gargara sinensis
- Gargara sinuata
- Gargara soeroelangoena
- Gargara sordida
- Gargara splendidula
- Gargara substraighta
- Gargara suigensis
- Gargara sumbawae
- Gargara taihokunis
- Gargara taikomontana
- Gargara taitoensis
- Gargara takahashii
- Gargara tappanus
- Gargara tectiforma
- Gargara tigris
- Gargara tonkini
- Gargara triangulata
- Gargara trinotata
- Gargara trivialis
- Gargara tuberculata
- Gargara tumida
- Gargara varicolor
- Gargara variegatus
- Gargara venosus
- Gargara virescens
- Gargara zonatus